# Jazz In Marciac
Jazz in Marciac (JIM) es un festival de jazz que se desarrolla en un periodo de tres semanas, generalmente de finales de julio a mediados de agosto, en Marciac, Francia.

## Historia y características
Jazz In Marciac fue creado en 1978 por iniciativa de un puñado de aficionados al jazz, como consecuencia de un concierto de Bill Coleman.
Volcado en origen en el jazz tradicional, el festival se ha diversificado bajo el impulso de Jean-Louis Guilhaumon, Director del Instituto de Marciac, y ha llegado a ser en pocos años uno de los festivales de mayor entidad y de los más concurridos de Europa. Acoge aproximadamente a 200 000 visitantes (225 000 en 2010) y está considerado como uno de los mayores festivales de Francia. Desde la inauguración de la sala de l'Astrada en mayo de 2011, Jazz In Marciac propone también una temporada de conciertos anual, fuera de las tres semanas del festival.
Jazz In Marciac está constituido jurídicamente como asociación acogida a la ley de 1901 y dispone de un presupuesto de 3,3 millones de euros.
Durante el festival la Plaza Mayor, que ha conservado sus arcadas medievales, acoge en su centro el festival off (gratuito) bajo unas carpas. Los conciertos comienzan a primera hora de la tarde y generan un gran ambiente en el centro del pueblo. Todos los alrededores de la Plaza se llenan de puestos de artesanía y productos regionales.  
Los conciertos, siempre con un programa doble, tienen lugar por la noche bajo una carpa gigante del tamaño de un campo de fútbol, que cuenta con entre 5000 y 6000 plazas. Desde su inauguración en 2011 también hay conciertos dobles, cada noche del festival, en el Teatro l'Astrada, con un aforo menor.  
Numerosos restaurantes del pueblo o de las tascas instaladas para la ocasión proponen comidas y cenas acompañadas por músicos de jazz. 
El trompetista Wynton Marsalis ha sido nombrado embajador del festival (como sucesor de Bill Coleman y Guy Lafitte) y está presente en dos conciertos de cada edición desde 1991. Ha escrito una Marciac Suite. Una estatua con su efigie ha sido erigida en la Plaza del Chevalier d'Antras, en el centro de pueblo.

## Programación
Este festival ha acogido numerosos músicos de fama internacional como:
- Art Blakey
- Dee Dee Bridgewater
- Ray Charles
- Avishai Cohen
- Bill Coleman
- Chick Corea
- Ibrahim Ferrer
- Richard Galliano
- Stan Getz
- Dizzy Gillespie
- Stéphane Grappelli
- Lionel Hampton
- Herbie Hancock
- Ahmad Jamal
- Al Jarreau
- Keith Jarrett
- Diana Krall
- Biréli Lagrène
- Eddy Louiss
- Ibrahim Maalouf
- Wynton Marsalis
- Brad Mehldau
- Pat Metheny
- Marcus Miller
- Modern Jazz Quartet
- Gerry Mulligan
- Joe Pass
- Oscar Peterson
- Michel Petrucciani
- Dianne Reeves
- Sonny Rollins
- Wayne Shorter
- Nina Simone
- John Zorn

## Galería

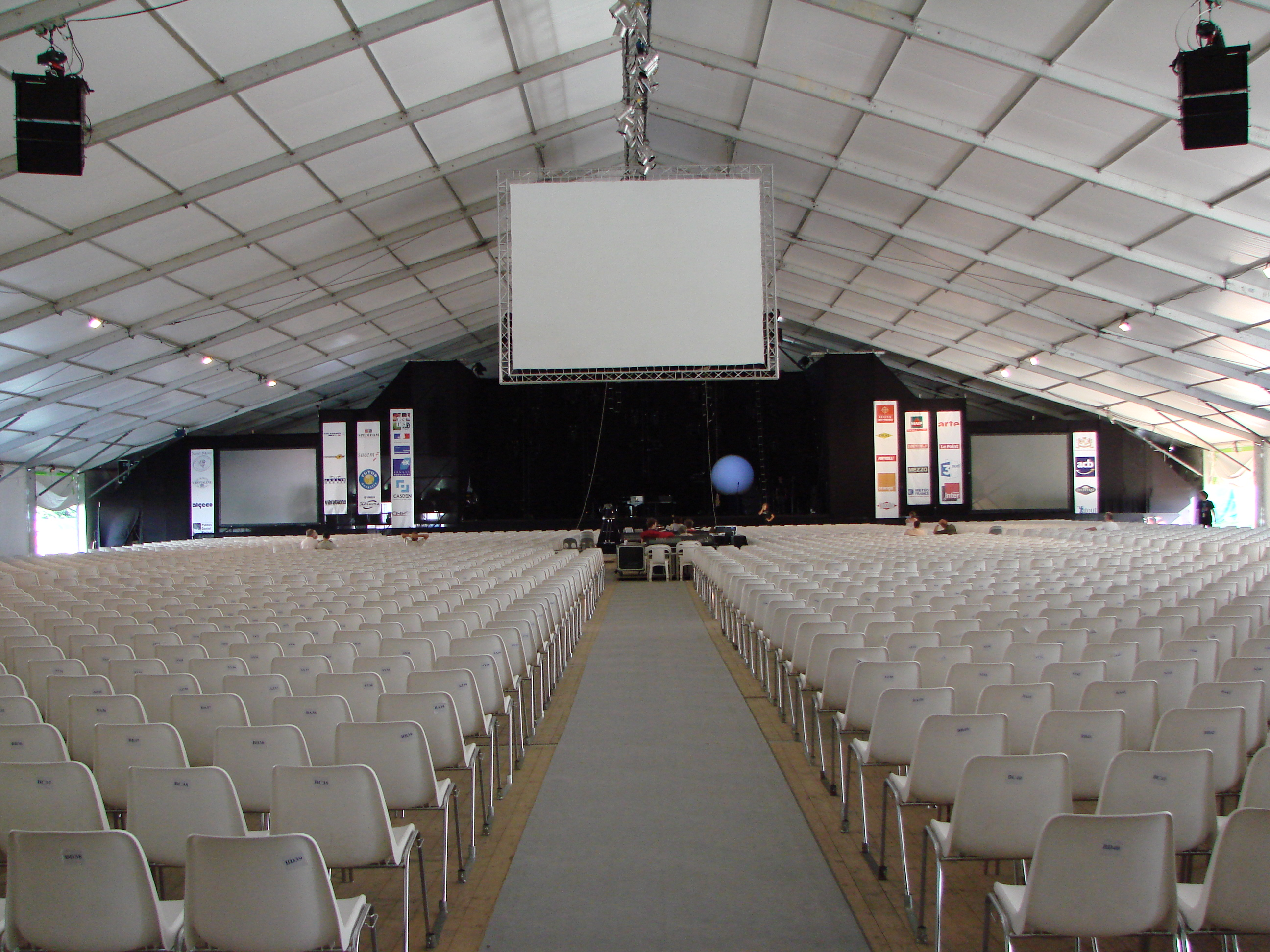
Sala de espectáculos del festival en 2008
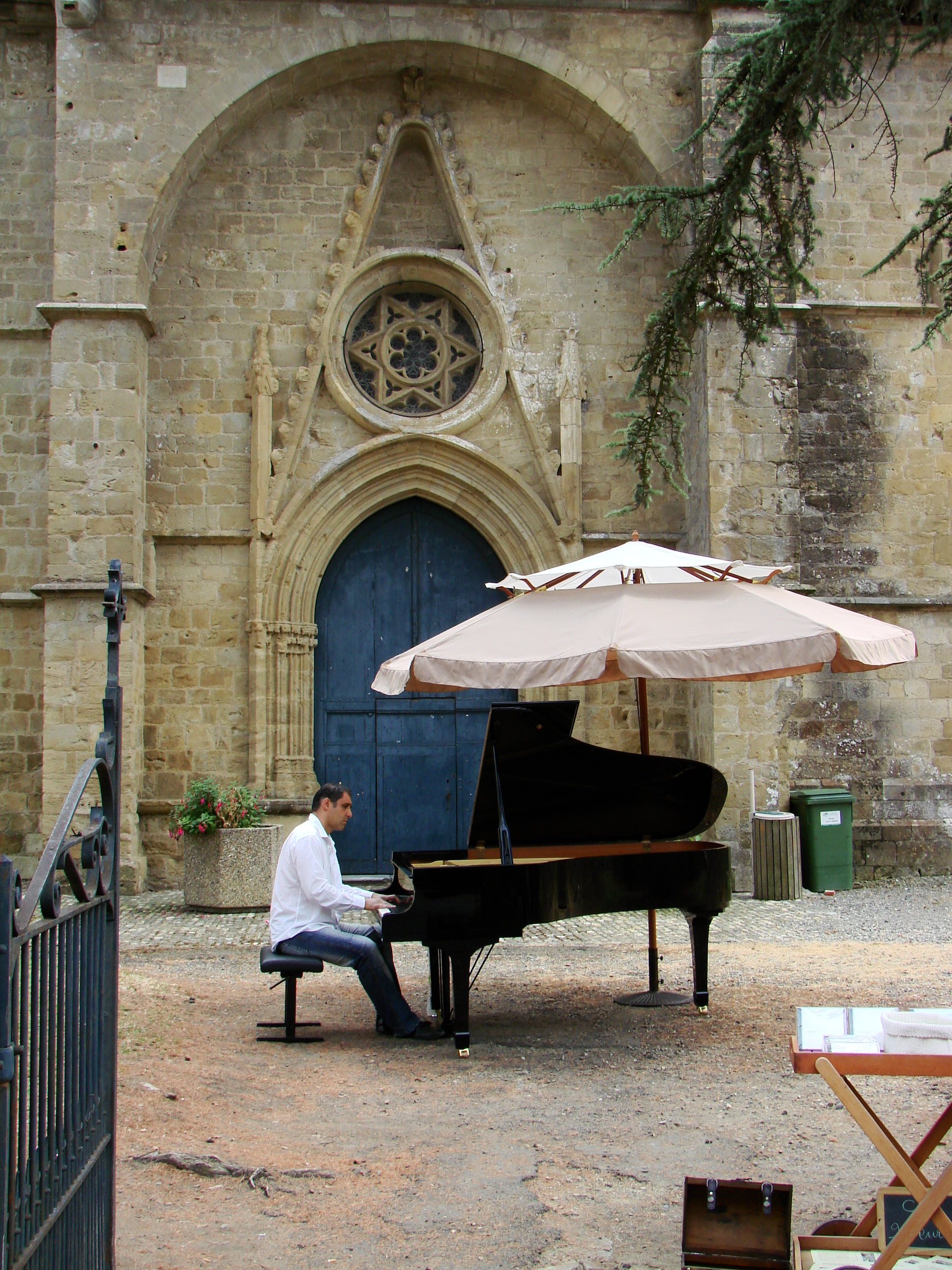
Concierto de Piano en el jardín de la iglesia
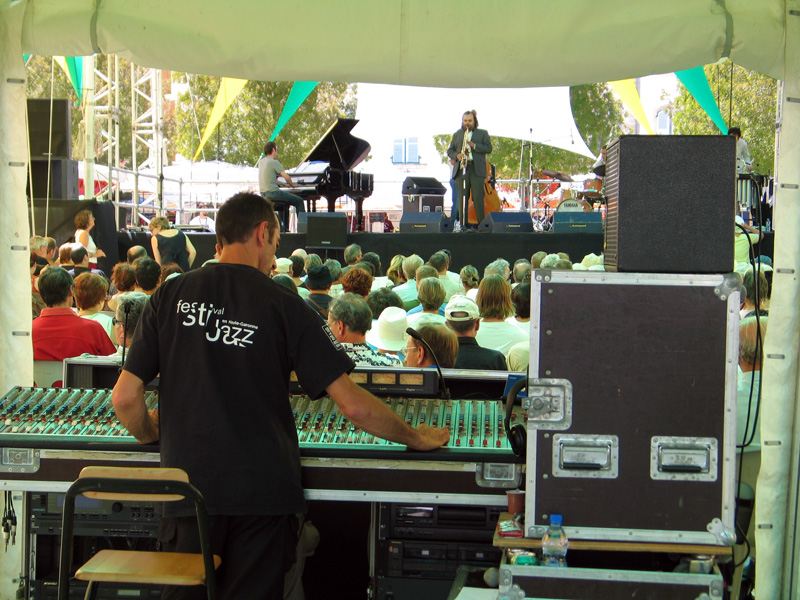
Festival off 2005
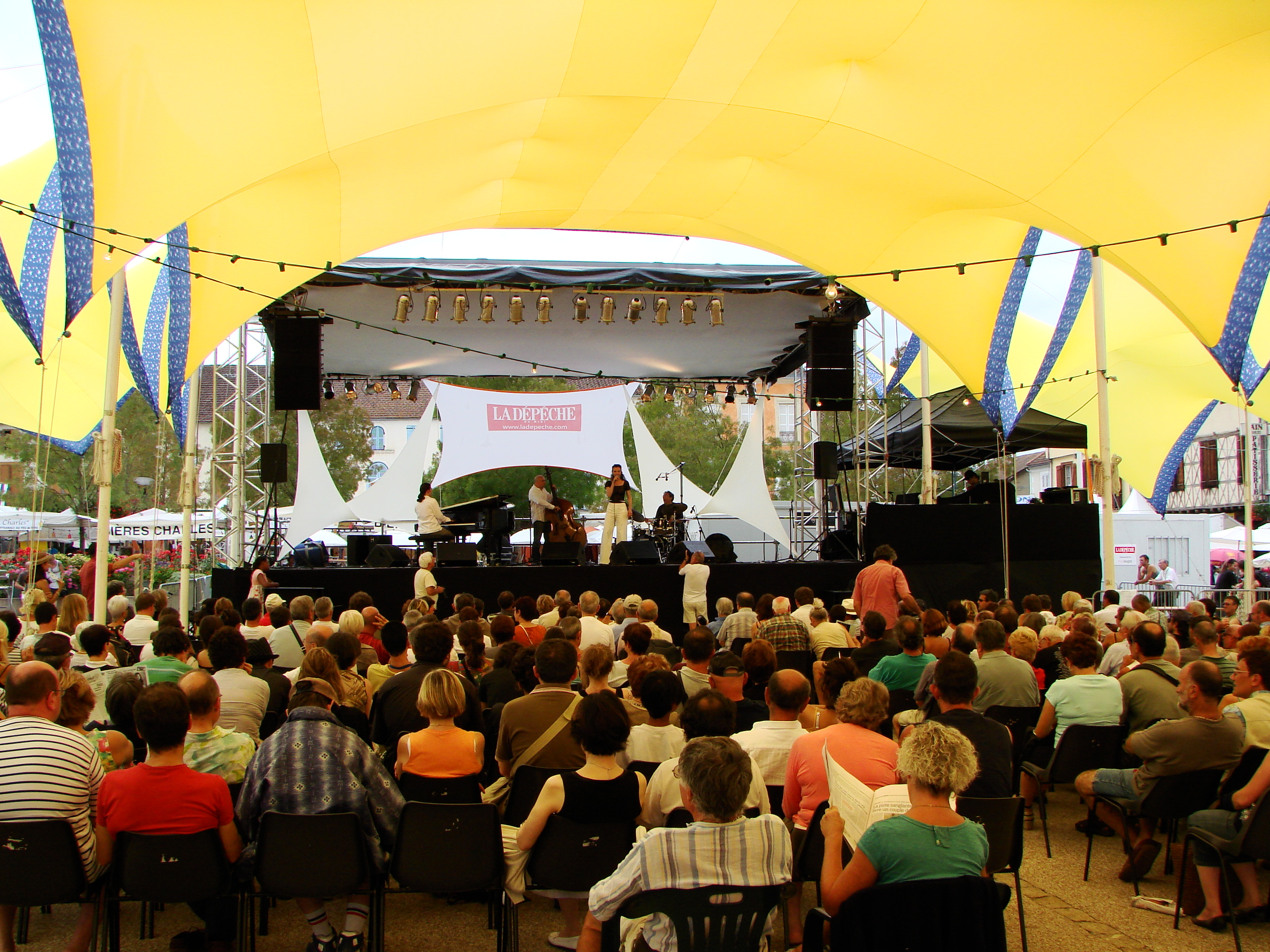
Festival off 2008
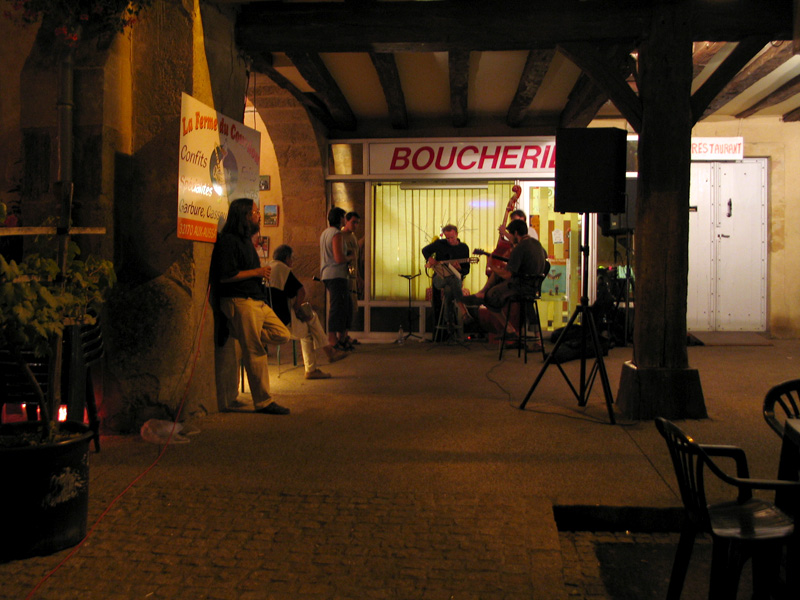
Por la tarde sobre todo se organizan miniconciertos espontáneamente al margen del festival